# Vibromasseur
Un vibromasseur, aussi nommé vibro, est un sextoy muni d'un petit moteur électrique animant des pièces généralement en caoutchouc ou en plastique destinées à effectuer des massages à visée thérapeutique, amincissante ou de stimulation sexuelle.

## Histoire

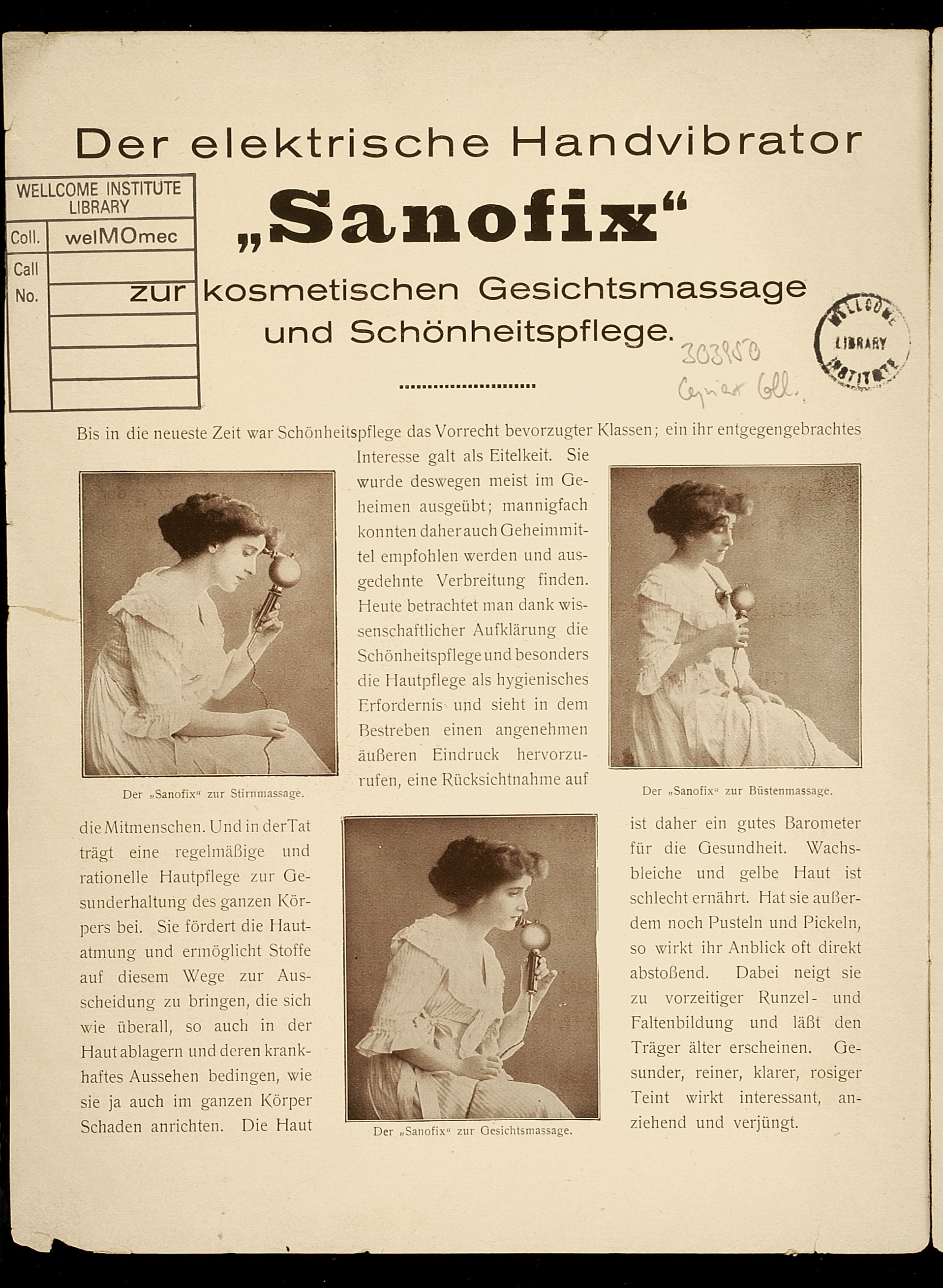
Publicité allemande des années 1910 pour un vibromasseur portatif destiné au massage du front, du visage, de la nuque et de la poitrine.

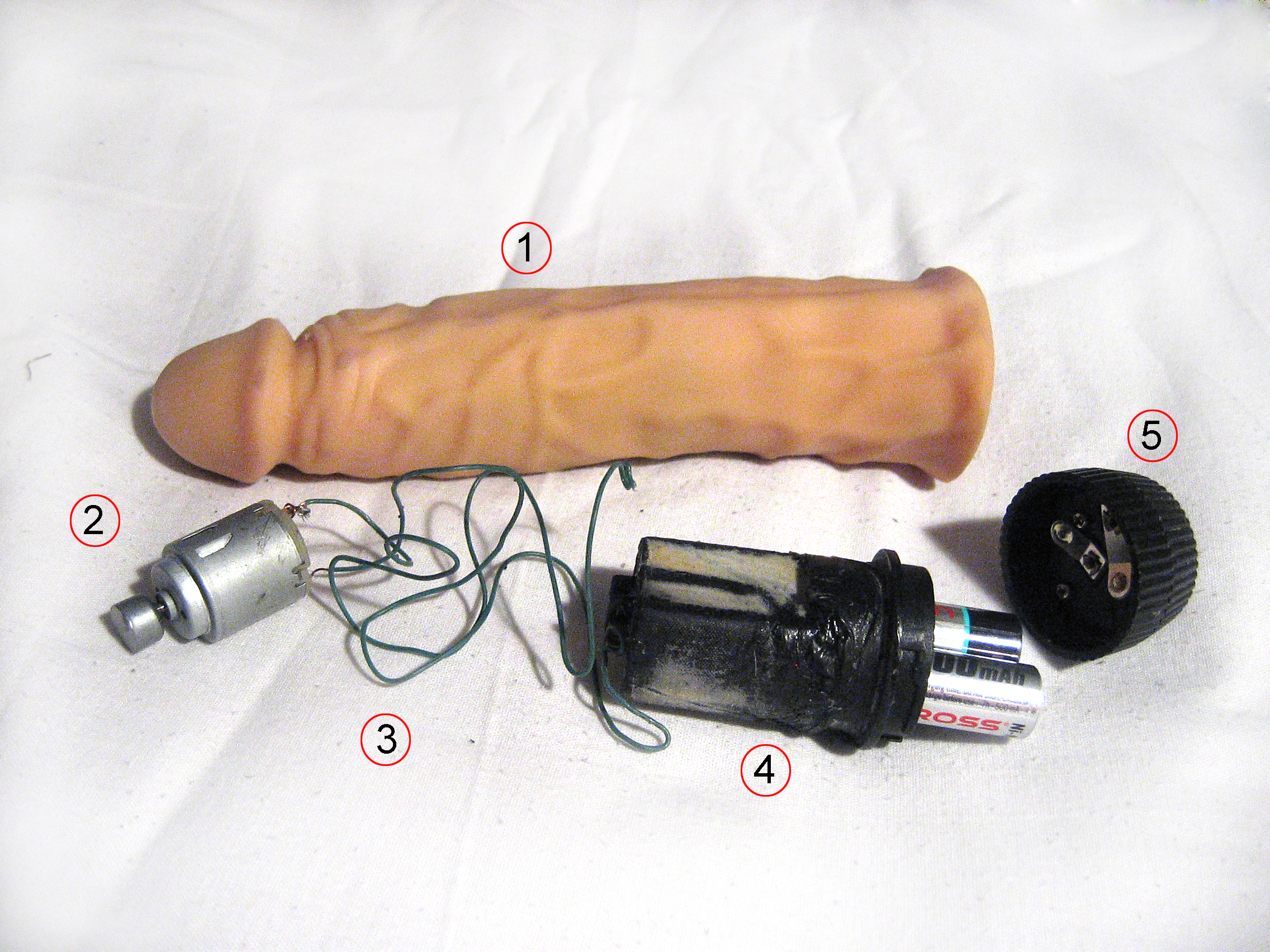
Vibromasseur de type godemichet et ses composantes : 1. enveloppe extérieure représentant un phallus. 2. Moteur électrique 3. Câbles d'alimentation du moteur électrique 4. Conteneur des piles électriques alimentant le moteur. 5. Dispositif de fermeture avec bouton de mise en service.

Les premiers vibromasseurs apparaissent à la fin du XIXe siècle.
En 1883, le Dr Joseph Mortimer Granville invente un appareil à but thérapeutique appelé marteau de Granville ou percuteur  ou vibrommasseur. Il est destiné à lutter contre les douleurs musculaires. Une croyance veut qu'il ait été très vite détourné de son but premier par d'autres médecins croyant que l'hystérie était due à un manque d'activité sexuelle. Ceux-ci, ignorant l'existence de l'orgasme, s'en seraient servis pour masturber leurs patientes, et auraient vu dans l'orgasme qui en résultait un « paroxysme hystérique » marquant la fin de la « crise hystérique ». Cette thèse, reprise dans de nombreux ouvrages, trouve son origine dans le livre Technologies de l'orgasme de Rachel Maines, mais n'est cependant corroborée par aucune source. Une étude publiée en 2018 dans Journal of Positive Sexuality, qui a passé en revue les sources citées dans le livre, stipule en effet qu' « aucune preuve n'a été trouvée dans ces sources que des médecins aient déjà utilisé des vibromasseurs électromécaniques dans le but de provoquer des orgasmes comme traitement médical chez des patientes »,,.
Les premiers appareils étaient encombrants ; ils fonctionnaient via un branchement à une prise de courant et nécessitaient toute l'expérience du praticien pour être correctement utilisés.
Au début du XXe siècle apparaissent des appareils portatifs, destinés aux médecins lors de leurs visites à domicile. Les vibromasseurs, destinés à masser par vibration électrique toutes les parties du corps, sont ensuite commercialisés en France à partir de la fin de la première décennie du XXe siècle auprès d’un public plus large. Ils sont vantés comme guérissant tous types de maux et procurant du bien-être à leurs utilisateurs, hommes ou femmes.
Les « vibromasseurs » désignant aujourd'hui une catégorie de sex-toys revêtent des formes variées : phallus, œuf vibrant, canard reproduisant un jouet de bain destiné aux enfants, bâton de rouge à lèvres.

## Alimentation électrique
Les vibromasseurs peuvent, selon les modèles, être alimentés par :
- une ou des piles électriques,
- une batterie rechargeable (les chargeurs peuvent utiliser diverses sources, y compris le solaire),
- une dynamo (le vibromasseur Earth Angel[6]),
- un branchement sur secteur.

Dans les trois premiers cas, tout risque d'électrocution est évité.

## Types

### Usage sexuel
Ces objets se répartissent en plusieurs catégories, selon le mode d'utilisation :
- Stimulation clitoridienne : les héritiers directs des vibromasseurs d'origine ; ils ont des formes et des tailles variées[7].
- Stimulation vaginale : il peut s'agir de godemichets dans lesquels a été incorporé un dispositif vibrant ou d'autres formes tels que les œufs vibrants.
- Stimulation anale : il peut s'agir de godemichets dans lesquels a été incorporé un dispositif vibrant ou d'autres formes tel qu'un poing serré (pour la pratique du fisting, par exemple).
- Couplage stimulation clitoridienne et pénétration vaginale : les vibromasseurs « rabbits », dont la forme évoque vaguement celle d'un lapin, sont des godemichets accompagnés d'une bouture vibrante (les « oreilles » du lapin) permettant de stimuler le clitoris, tout en bénéficiant d'une pénétration vaginale. Il existe également de petits vibromasseurs recourbés destinés à être portés par la femme au cours d'un rapport sexuel : une extrémité s'insère dans le vagin et stimule celui-ci en complément de la pénétration, tandis que l'autre extrémité stimule le clitoris.
- Vibromassage du pénis : ce type d'appareil est destiné à provoquer l'éjaculation ; il permet quelquefois des résultats y compris chez des patients souffrant d'anéjaculation à la suite de lésions médullaires affectant le système nerveux, aux niveaux cervical, thoracique et lombo-sacré, avec une efficacité d'autant plus grande que ces lésions sont hautes[8].

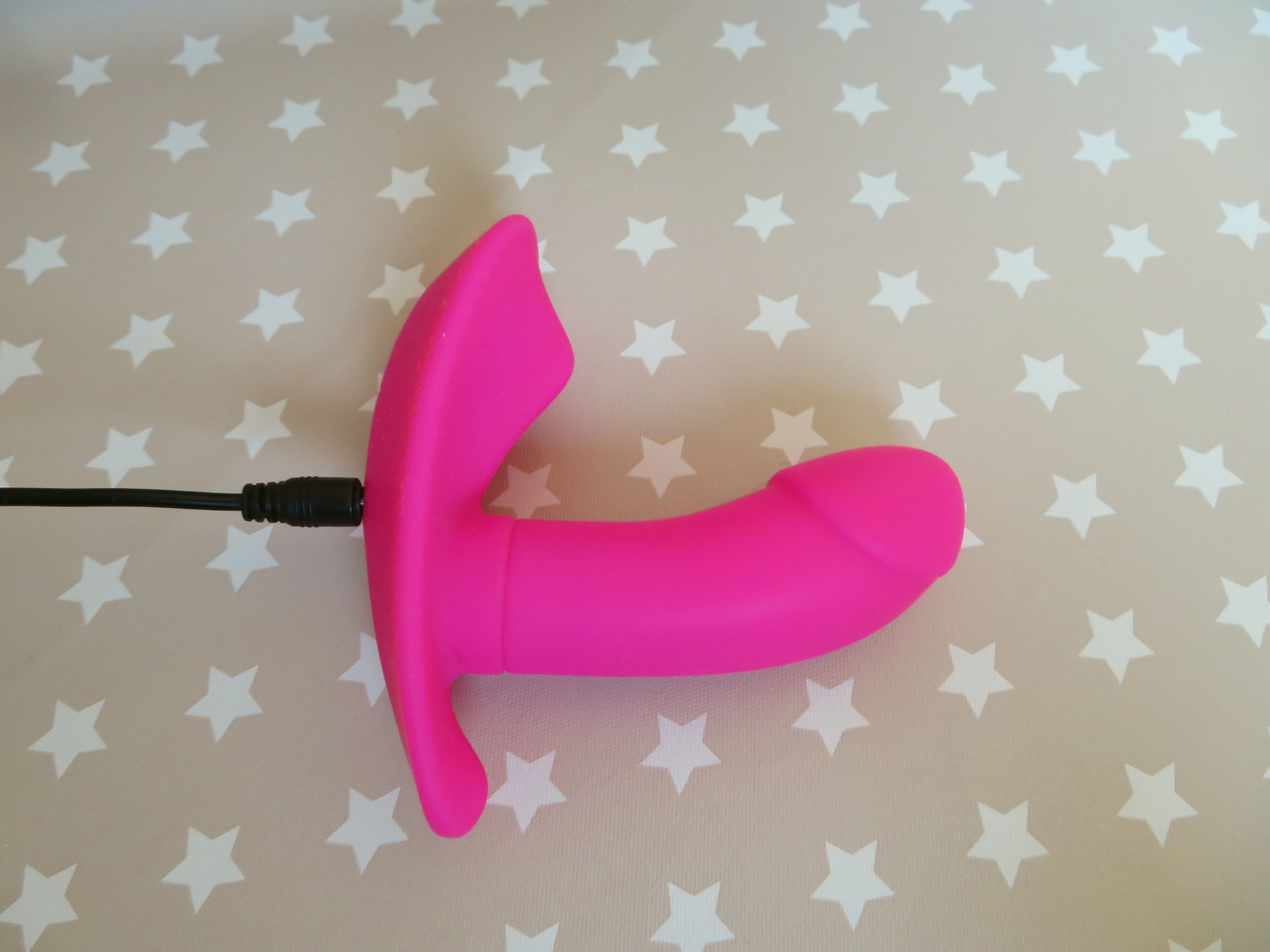
Vibrateur avec surface d'appui pour la vulve
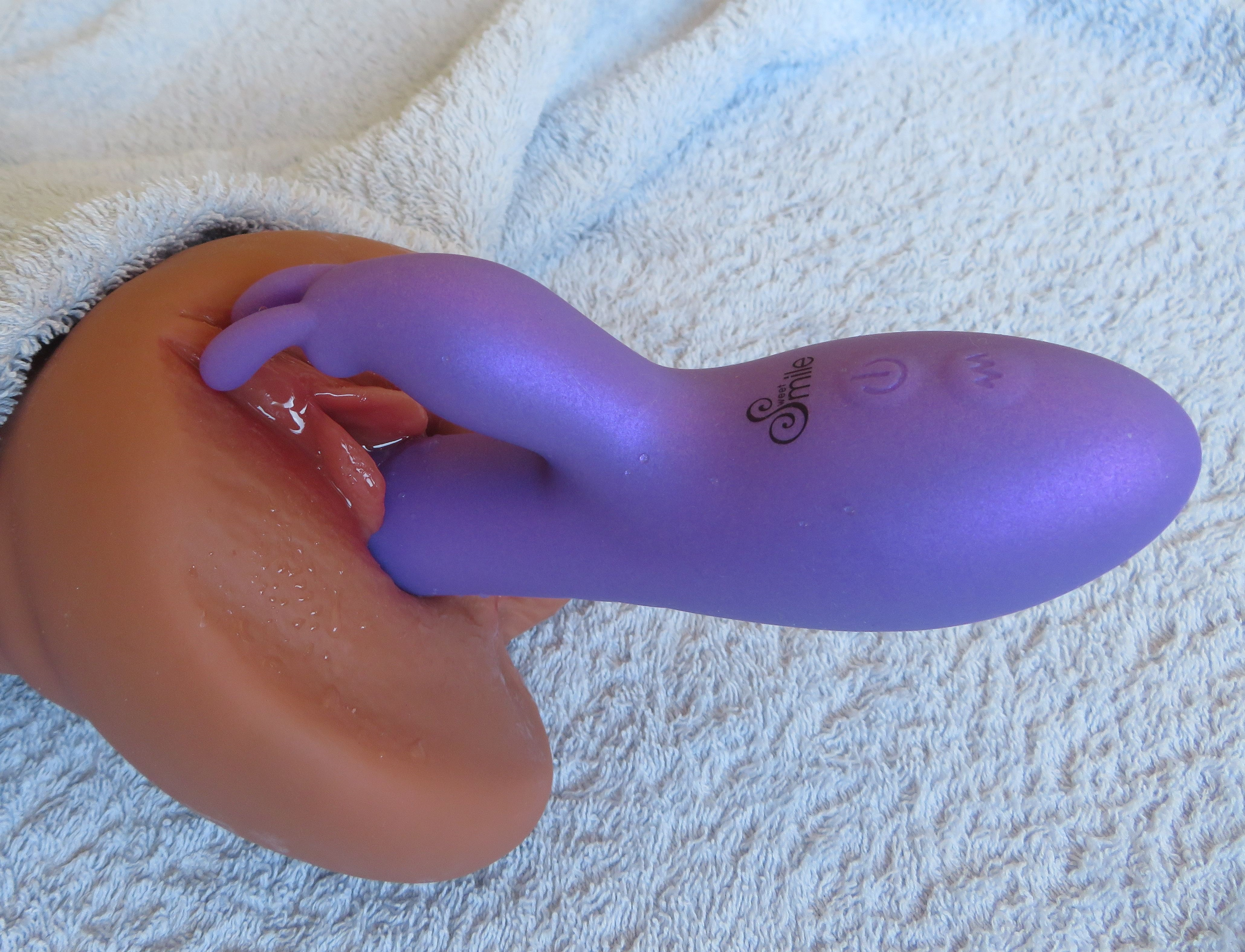
Vibrateur "Rabbit" conçu pour stimuler le clitoris et le vagin en même temps
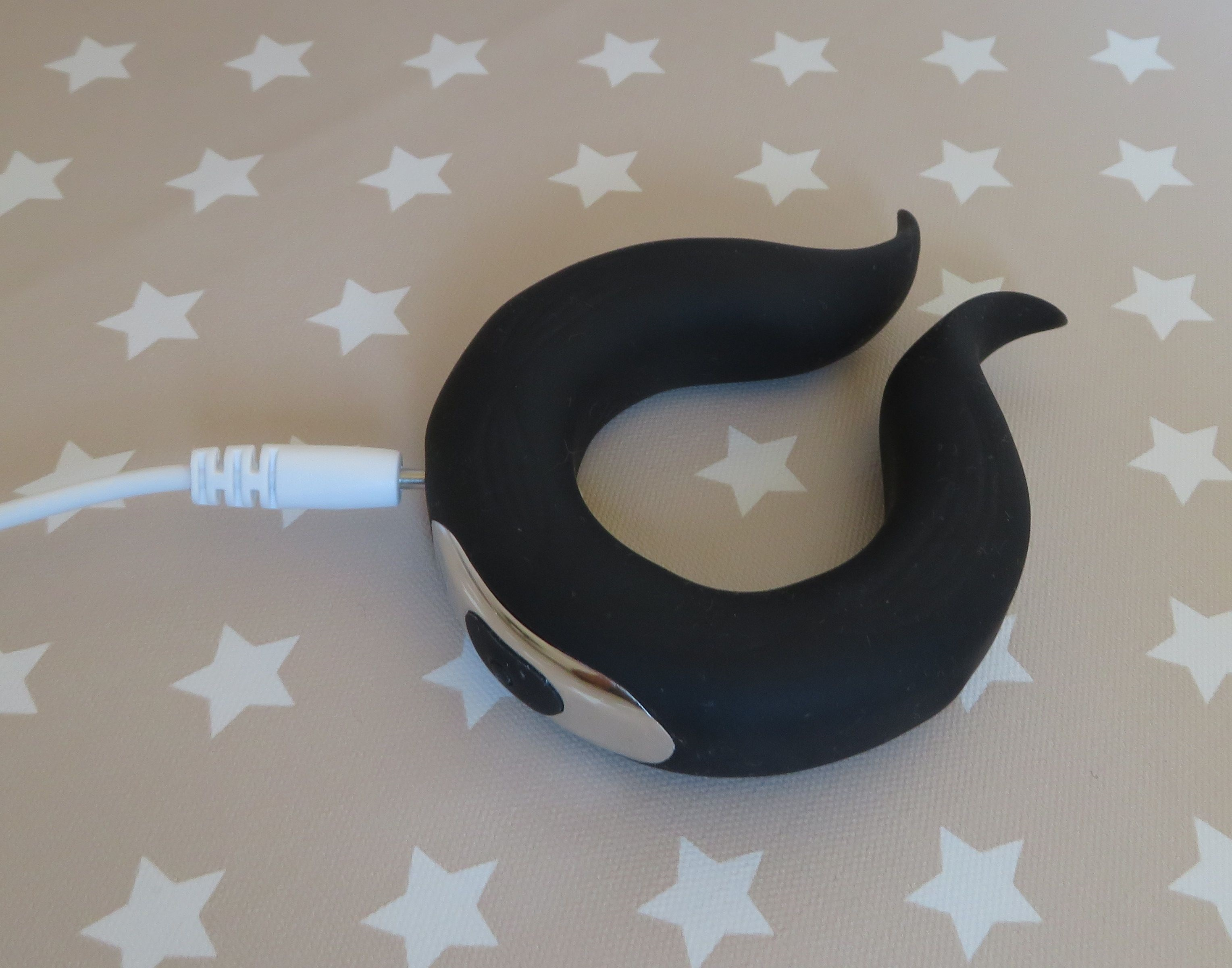
Anneau pénien flexible vibrant qui peut être facilement retiré
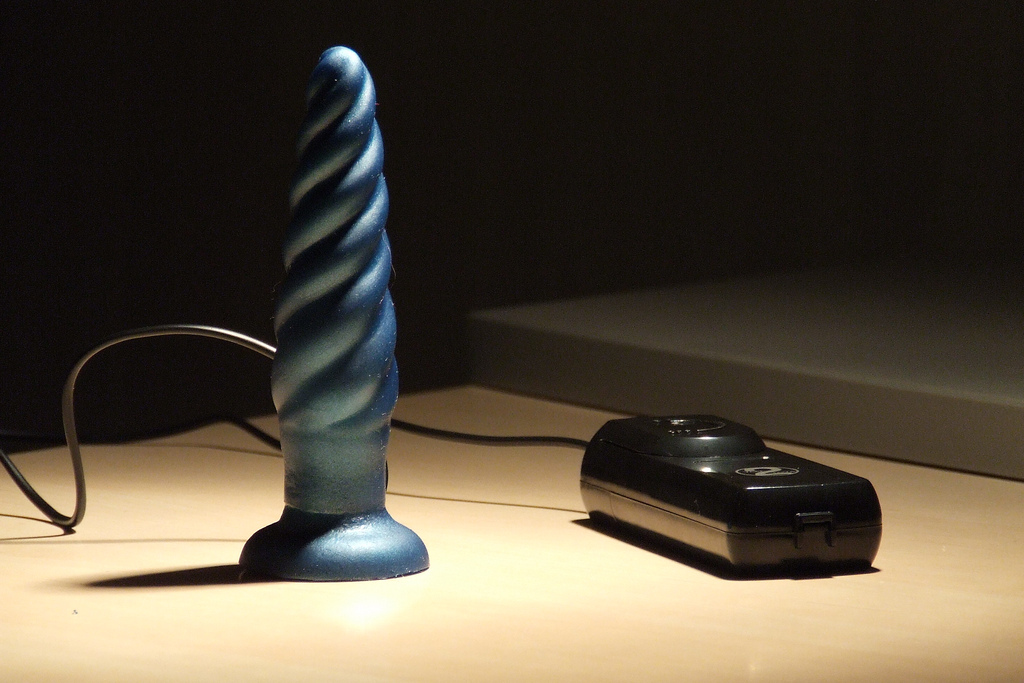
Vibromasseur pour stimulation anale

### Massages anti-cellulite dits amincissants
Ce type de vibromasseur vise à reproduire l'action de « palper-rouler » utilisée par les kinésithérapeutes pour lutter contre la cellulite, et les vibrations sont accompagnées d'une dépressurisation par saccades de la zone à traiter, la tête de massage étant reliée par un tuyau à une centrale aspirant l'air.
Une forme alternative est la ceinture vibromassante, entourant intégralement la zone visée ou encore la sangle de massage vibrante reliée à une plateforme. Des versions présentées comme amincissantes consistent en une plateforme dont la base est vibrante. L'efficacité de ces deux types de dispositifs est controversée,.

### Massages musculaires
Dans les années 1950[réf. nécessaire], les appareils sont formés d'anneaux (qui s'enfilent sur les doigts) sur lesquels est fixé un moteur électrique vibrant.
Ces vibromasseurs permettent de se faire des massages relaxant (cou, épaule, dos) avec une qualité équivalente à ceux que peut faire un masseur expérimenté.
Ils ont été utilisés aux États-Unis dans les années cinquante par les coiffeurs pour hommes et beaucoup été utilisés dans les cercles sportifs, par exemple chez les cyclistes, qui pouvaient ainsi se faire faire des massages de qualité par leurs soigneurs.

## Au cinéma
- Tanya Wexler, Oh My God!, comédie romantique qui retrace de façon très libre l'invention des premiers vibromasseurs ; Haut et Court[12], 2011

### Sources bibliographiques
- Rachel Maines, Technologies de l'orgasme. Le vibromasseur, l'"hystérie" et la satisfaction sexuelle des femmes, Paris, Payot, 2009  (ISBN 9782228904285)